# Jäger (Schiff, 1883)
Die Jäger war ein Torpedoboot der Kaiserlichen Marine. Das 1883 fertiggestellte Einzelschiff wurde hauptsächlich als Versuchsträger genutzt und bereits 1889 wieder ausgemustert.

## Geschichte
Die Jäger wurde offiziell als Ersatz für das alte Kanonenboot Natter bestellt und von der AG Weser in Bremen entworfen und gebaut. Die Werft hatte 1882 bereits die sieben Torpedoboote der Schütze-Klasse abgeliefert. Die Jäger war etwas größer als diese Boote und lief am 27. Januar 1883 vom Stapel. Dabei erhielt sie ihren Namen, der sich von der militärischen Truppe der Jäger ableitete. Die erste Indienststellung des Bootes erfolgte am 24. Juli 1882. Es erwies sich als Schiff mit schlechten Seeeigenschaften. So drehte die Jäger nur mäßig und ließ sich zudem schlecht manövrieren. Aus diesen Mängeln resultierte eine nur kurze Einsatzzeit. Die Jäger befand sich bis Jahresende 1883 im Dienst und wurde von April bis Ende September 1884 eingesetzt. Eine dritte und letzte aktive Zeit absolvierte das Boot von Mai bis August 1887.
Zum 13. Mai 1889 wurde die Jäger aus der Liste der Kriegsschiffe gestrichen. Das Boot wurde im Jahr 1900 nach Hamburg verkauft und dort in der Folgezeit abgewrackt.

## Technik
Die Jäger besaß einen aus Stahl in Querspantbauweise gefertigten Rumpf. Sie war zwischen den Loten 33,5 und über alles 34,8 m lang sowie 5,58 m breit. Bei einer Verdrängung von 140 t betrug der maximale Tiefgang des Bootes 1,8 m vorn und 2,57 m achtern.
Als Antrieb verfügte die Jäger über eine stehend angeordnete Zweizylinder-Dampfmaschine, die nach dem Verbundprinzip arbeitete. Die Maschine entwickelte eine indizierte Leistung von 550 PS und wirkte auf eine Schraube mit 1,82 m Durchmesser. Für die Dampferzeugung befand sich ein Dampflokomotivkessel an Bord des Torpedobootes, der einen Dampfdruck von 8 atü erzeugte.
Die Bewaffnung des Bootes bestand aus zwei Torpedorohren mit 35 cm Durchmesser, die sich über der Wasserlinie befanden. Für diese Rohre wurden insgesamt sechs Torpedos mitgeführt. Zudem verfügte die Jäger über zwei Ringkanonen des Kalibers 8,7 cm L/45 und eine Revolverkanone Kaliber 3,7 cm des Typs Hotchkiss.

## Kommandanten
| 24. Juli bis September 1883      | Leutnant zur See Hermann Schnars |
| September bis 31. Dezember 1883  | Leutnant zur See Otto Mandt      |
| 22. April bis 30. September 1884 | Kapitänleutnant Paul Jaeschke    |
| 29. Mai bis 27. August 1887      | Kapitänleutnant Carl Wodrig      |